# Церковь Святой Троицы (Москва)
Церковь Святой Троицы (фин. Pyhän Kolminaisuuden Kirkko) — евангелическо-лютеранский храм в районе Лефортово города Москвы, на Введенском кладбище. Принадлежит приходу Церкви Ингрии

## История
Изначально здание, которое сегодня выполняет функции церкви, являлось только кладбищенской часовней. Оно было построено в 1912 году по проекту архитектора Владимира Рудановского и предназначалась для конфессий, входивших в комитет по благоустройству кладбища: Евангелическо-лютеранской, Католической, Реформатской и Англиканской церквей.
Точных данных, когда была закрыта часовня, нет. Скорее всего это произошло в 1920-30-х годах. После войны здание было полностью перепланировано в контору администрации кладбища.
После войны в период активного восстановления города, в 50-60 годы, здание было полностью перепланировано. Когда часовню, наконец передали приходу, то ее состояние было ужасным. В художественном фильме «Смиренное кладбище» 1989 года можно увидеть, в каком неприглядном виде она существовала.

## Современное состояние
В начале 1990-х годов был создан приход Церкви Ингрии в Москве, 1 января 1995 г. приход «Святая Троица» начал проводить регулярные богослужения в здании. Часовня становится полноценным храмом. Первым пастором прихода стал Олег Севастьянов, яркий и талантливый проповедник, именно он стал для многих людей первым в жизни душепопечителем. Но через некоторое время пастор Севастьянов был направлен на учебу в США и после завершения в другой приход лютеранской церкви. Реставрацию храма провели благодаря Внешней церковной помощи Финской лютеранской церкви и епархии Оуллу. Освящение храма «Святая Троица» после реставрации состоялось 12 сентября 1999 г. 
Освящение церкви Святой Троицы состоялось 12 сентября 1999 года. На нём присутствовали от объединённых приходов города Хельсинки пробст Пентти Симоеки, Пекка Хиетанен, Яри Репонен во главе с епископом Ээро Хуовиненом, Исто Пихкалой и Аарно Лахтиненом — руководителем Внешней церковной помощи Финляндии, осуществлявший связь между приходом и финской церковью, чрезвычайный и полномочный посол Финляндии в России Маркус Люра. От Московской Патриархии приехал протоиерей Всеволод Чаплин, от посольства Эстонии был советник посла господин Олави Ринне. Были представители Католической церкви и ЕЛКРАС. Освящение церкви провели епископ Ээро Хуовинен, пастор Сергей Прейман и асессор Церкви Ингрии пастор Кости Лайтинен. Пастор Джон Мейл и диакон Игорь Алисов и провели первое богослужение в полностью отреставрированной церкви.
В настоящее время приход «Святая Троица» служит духовным пристанищем как для прихожан имеющих финские корни, так и для всех людей не зависимо от национальностей и культур, для всех кто ищет Бога и желает обрести веру во Христа.
Сегодня в храме служат два священника: пастор Игорь Алисов — настоятель прихода и пастор Андрей Юртаев.
Регулярно проводятся занятия в воскресной школе, учитель Анна Лысикова.
Всех кто желает обрести веру, найти утешение, услышать Слово Божье, приглашаем на наши регулярные богослужения. Каждое воскресенье в 12:00. Адрес церкви: Москва ул. Наличная дом 1 строение 1. Территория Введенского кладбища.